# Segundo Castillo (football, 1982)
Pour les articles homonymes, voir Castillo.
Ne doit pas être confondu avec Segundo Castillo (football, 1913).
Segundo Alejandro Castillo Nazareno, né le 15 mai 1982, est un ancien  footballeur et entraîneur. 

## Carrière joueur

### En club
- 2000-jan. 2003 :  CD Espoli, 66 (11)
- jan. 2003-2006 :  El Nacional, 112 (11)
- 2006-2010 :  Étoile rouge de Belgrade, 48 (15)
  - 2008-2009 :  Everton (prêt), 9 (0)
  - 2009-2010 :  Wolverhampton Wanderers (prêt), 8 (0)
- 2010-2011 :  Deportivo Quito
- 2011-déc. 2012 :  CF Pachuca
- déc. 2012-2013 :  Puebla FC[1]
- 2013-déc. 2014 :  Al-Hilal, 0 (0)
- jan. 2015-jan. 2016 :  Dorados de Sinaloa
- fév. 2016-déc. 2018 :  Barcelona SC
- jan. 2019-déc. 2020 :  Guayaquil City FC

### En équipe nationale
Il joue avec l'équipe d'Équateur des moins de 20 ans lors du championnat du monde en 2001. Castillo participe à la Coupe du monde 2006 avec l'équipe d'Équateur.

### Parcours entraîneur
Il est entre octobre 2024 et juin 2025  l'entraîneur du Barcelona SC. Entraîneur très remarqué pour son look, toujours habillé classe (smoking blanc par exemple), un article lui est aussi consacré en Italie par Vogue [réf. nécessaire].

## Statistiques

### En sélection nationale
| Saison                | Sélection             | Phases finales          | Phases finales | Phases finales | Phases finales | Éliminatoires CDM | Éliminatoires CDM | Éliminatoires CDM | Matchs amicaux | Matchs amicaux | Matchs amicaux | Total | Total | Total |
| Saison                | Sélection             | Compétition             | M              | B              | Pd             | M                 | B                 | Pd                | M              | B              | Pd             | M     | B     | Pd    |
| --------------------- | --------------------- | ----------------------- | -------------- | -------------- | -------------- | ----------------- | ----------------- | ----------------- | -------------- | -------------- | -------------- | ----- | ----- | ----- |
| 2001-2002             | Équateur              | Coupe du monde 2002     | -              | -              | -              | 0                 | 0                 | 0                 | -              | -              | -              | 0     | 0     | 0     |
| 2002-2003             | Équateur              | -                       | -              | -              | -              | -                 | -                 | -                 | 1              | 0              | 0              | 1     | 0     | 0     |
| 2004-2005             | Équateur              | -                       | -              | -              | -              | 0                 | 0                 | 0                 | -              | -              | -              | 0     | 0     | 0     |
| 2005-2006             | Équateur              | Coupe du monde 2006     | 3              | 0              | 0              | 2                 | 0                 | 0                 | 7              | 1              | 0              | 12    | 1     | 0     |
| 2006-2007             | Équateur              | Copa América 2007       | 3              | 0              | 0              | -                 | -                 | -                 | 6              | 0              | 0              | 9     | 0     | 0     |
| 2007-2008             | Équateur              | -                       | -              | -              | -              | 6                 | 0                 | 0                 | 4              | 1              | 0              | 10    | 1     | 0     |
| 2008-2009             | Équateur              | -                       | -              | -              | -              | 7                 | 0                 | 1                 | 1              | 0              | 0              | 8     | 0     | 1     |
| 2009-2010             | Équateur              | -                       | -              | -              | -              | 4                 | 0                 | 0                 | 1              | 0              | 0              | 5     | 0     | 0     |
| 2010-2011             | Équateur              | Copa América 2011       | 2              | 0              | 0              | -                 | -                 | -                 | 7              | 1              | 0              | 9     | 1     | 0     |
| 2011-2012             | Équateur              | -                       | -              | -              | -              | 2                 | 0                 | 0                 | 5              | 2              | 0              | 7     | 2     | 0     |
| 2012-2013             | Équateur              | -                       | -              | -              | -              | 6                 | 3                 | 0                 | 3              | 0              | 0              | 9     | 3     | 0     |
| 2013-2014             | Équateur              | Coupe du monde 2014     | -              | -              | -              | 4                 | 0                 | 0                 | 6              | 1              | 0              | 10    | 1     | 0     |
| 2014-2015             | Équateur              | Copa América 2015       | -              | -              | -              | -                 | -                 | -                 | 4              | 0              | 0              | 4     | 0     | 0     |
| 2015-2016             | Équateur              | Copa América Centenario | -              | -              | -              | 2                 | 0                 | 1                 | 1              | 0              | 0              | 3     | 0     | 1     |
| Total sur la carrière | Total sur la carrière | Total sur la carrière   | 8              | 0              | 0              | 33                | 3                 | 2                 | 46             | 6              | 0              | 87    | 9     | 2     |

## Palmarès
- Champion d'Équateur en 2005
- Champion de Serbie en 2007
- Vainqueur de la Coupe de Serbie en 2007